# Lista över öar i Tyskland

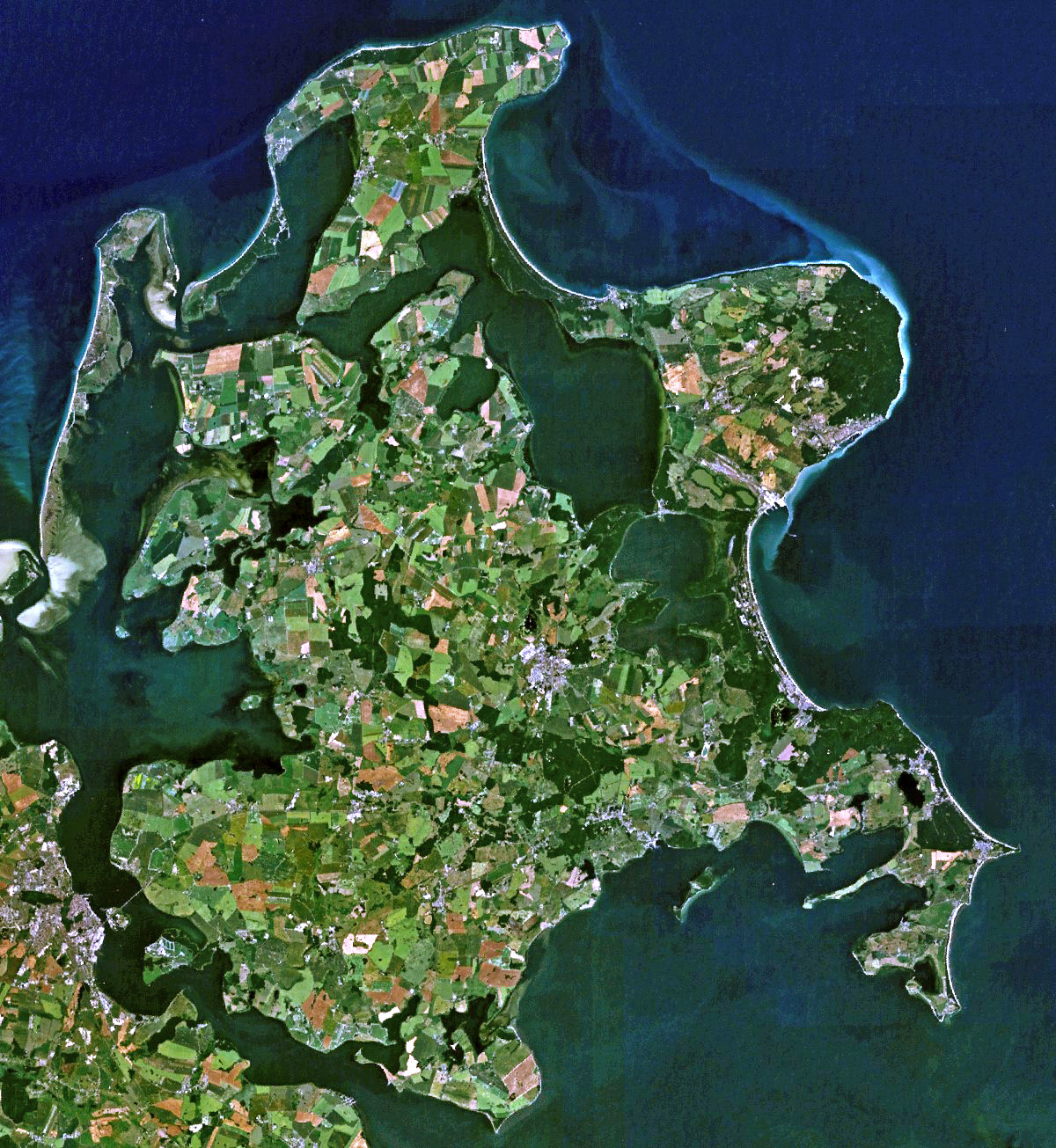
Satellitfoto över Rügen.

Detta är en ofullständig lista lista över öar i Tyskland.

## Största öarna
| Nr  | Ö         | Hav       | Delstat                | Area (km2)      |
| --- | --------- | --------- | ---------------------- | --------------- |
| 1.  | Rügen     | Östersjön | Mecklenburg-Vorpommern | 926             |
| 2.  | Usedom    | Östersjön | Mecklenburg-Vorpommern | 373 (445 km²1)) |
| 3.  | Fehmarn   | Östersjön | Schleswig-Holstein     | 185             |
| 4.  | Sylt      | Nordsjön  | Schleswig-Holstein     | 99              |
| 5.  | Föhr      | Nordsjön  | Schleswig-Holstein     | 82              |
| 6.  | Pellworm  | Nordsjön  | Schleswig-Holstein     | 37              |
| 7.  | Poel      | Östersjön | Mecklenburg-Vorpommern | 36              |
| 8.  | Borkum    | Nordsjön  | Niedersachsen          | 31              |
| 9.  | Norderney | Nordsjön  | Niedersachsen          | 26              |
| 10. | Amrum     | Nordsjön  | Schleswig-Holstein     | 20,46           |

1) 72 km² är en del av Polen